# Droga krajowa B414 (Niemcy)
Droga krajowa 414 (niem. Bundesstraße 414) – niemiecka droga krajowa przebiegająca  na osi wschód - zachód od drogi B8 w Altenkirchen (Westerwald) w Nadrenii-Palatynacie do drogi B255 koło Hohenroth w Hesji.